# Pleurosicya bilobata
Pleurosicya bilobata är en fiskart som först beskrevs av Koumans, 1941.  Pleurosicya bilobata ingår i släktet Pleurosicya och familjen smörbultsfiskar. Inga underarter finns listade i Catalogue of Life.